# 白桥水库
白桥水库是中国四川省广元市苍溪县白桥镇境内的一座水库，位于白溪河支流桥坎河上，建于1976年。水库正常库容为832万立方米，集雨面积为14平方千米，海拔为536.35米。